# You Make Me Wanna...
Singles de Usher
The Many Ways
(1995) Nice and Slow
(1997)
You Make Me Wanna… est un single enregistré par l'artiste américain Usher. Il est sorti le 5 août 1997 par LaFace Records et Arista Records comme le premier single de l'album My Way en étant écrit par Usher avec Jermaine Dupri et Manuel Seal, qui ont tous les deux produit ce single. La chanson a reçu des critiques favorables et a remporté un Billboard Music Award, un Soul Train Award, et un WQHT Hip Hop Award ainsi qu'une nomination pour un Grammy Award.
You Make Me Wanna… apparait en tête du UK Singles Chart et du US Hot R&B Singles. Il a également atteint le Top 10 au Billboard Hot 100, US Pop Songs, Canadian Singles Chart, Dutch Top 40 et ARIA Singles Chart. 
La chanson a bénéficié d'un clip vidéo.

## Historique
Usher a écrit You Make Me Wanna… avec Jermaine Dupri et Manuel Seal, qui a aussi produit et joué avec des instruments de musique. Phil Tan a été chargé de l'enregistrement de la chanson au studio d'enregistrement du College Park, en Géorgie. You Make Me Wanna… puise dans les genres du R'n'B, soul et pop, et utilise massivement la guitare acoustique tout en incorporant le son des cloches.

## Réalisation et critiques
You Make Me Wanna… est sorti sous forme d'un maxi single le 5 août 1997. Un remix a été mis à disposition aux les États-Unis le 9 septembre 1997, et en Allemagne le 13 octobre 1997. You Make Me Wanna… est sorti sur cassette, CD et vinyle au Royaume-Uni le 12 janvier 1998. Le vinyle a été mis à disposition aux États-Unis le 24 avril 2001. Des copies pirates de la chanson ont été distribuées en Europe avant sa sortie en raison de sa popularité. You Make Me Wanna… sert de morceau d'ouverture pour le deuxième album de Usher My Way, tandis qu'une version étendue conclut l'album.
Selon Robert Christgau, You Make Me Wanna… est noté comme l'un des meilleurs morceaux de l'album My Way. Grâce à l'album, Usher a gagné le titre de Chanteur de pop de l'année et gagne un award au Soul Train Music Awards, en 1998. Le single devient également le "Best R & B/Soul single". La station de radio WQHT lui a décerné le titre de meilleur chanson de R'n'B. Le chanteur a reçu la nomination du Grammy Award de la meilleure performance vocale R&B masculine.

### Performances commerciales
You Make Me Wanna… fait ses débuts au no 25 sur le Billboard Hot 100 du 23 août 1997. Le 25 octobre 1997, il atteint la 2e place où il est resté pendant sept semaines.
Sur le Hot R&B/Hip-Hop Songs, You Make Me Wanna… fait ses débuts en 4e place le 23 août 1997 avant d'être en tête des charts deux semaines plus tard.
Le 3 septembre 1997, You Make Me Wanna… a reçu la certification de  Or par la Recording Industry Association of America (RIAA), dénotant 500 000 ventes, et un mois plus tard il devient  Platine, après avoir été vendu à plus d'un million d'exemplaires. La chanson classée au numéro 88 sur le Billboard Hot 100 "All-Time Top Songs", publié en juillet 2008.
You Make Me Wanna… est entré n°1 dans le UK Singles Chart de janvier à avril 1998. La même semaine la British Phonographic Industry (BPI) a décerné la certification de  Argent, pour la vente de 200 000 exemplaires.
La chanson est entrée n°86 dans le Canadian Singles Chart le 10 novembre 1997. Il a eu la 6e place pendant vingt-deux semaines.
En Europe, la chanson a atteint le Top 20 en France, Allemagne, Norvège et Suisse, et a eu la 7e place aux Pays-Bas.
Il a passé seize semaines n°6 sur l'Australian Recording Industry Association (ARIA), et a été certifié  Or par l'Australian Recording Industry Association (ARIA), après avoir vendu 35 000 exemplaires. You Make Me Wanna… atteint la 15e place sur la New Zealand Singles Chart, occupant 26 semaines dans les Charts.

## Liste des titres

### Maxi single
1. "You Make Me Wanna…" (Version Originale) - 3 min 39.
2. "You Make Me Wanna…" (remix par Jermaine Dupri) - 3 min 39.
3. "You Make Me Wanna…" (Remix par Lil' Jon) - 4 min 26.
4. "You Make Me Wanna…" (Remix par Timbaland) - 3 min 58.
5. "You Make Me Wanna…" (Version Instrumentale) - 3 min 17.
6. "You Make Me Wanna…" (Version Instrumentale remixer par Lil' Jon) - 3 min 57.

### Vinyle
1. "You Make Me Wanna…"  (Version Originale) - 3 min 39.
2. "You Make Me Wanna…" (Remix par JD) - 3 min 39.
3. "You Make Me Wanna…" (Remix par Lil' Jon) - 3 min 58.
4. "You Make Me Wanna…" (Remix par Timbaland) - 4 min 26.
5. "You Make Me Wanna…" (A cappella) - 3 min 39.
6. "You Make Me Wanna…" (Version Instrumentale) -3 min 17.

### CD
1. "You Make Me Wanna…".
2. "You Make Me Wanna…" (Remix Tuff Jam Classic Garage).
3. "You Make Me Wanna…" (Remix Tuff Jam Classic Garage : version instrumentale).
4. "You Make Me Wanna…" (Remix Tuff Jam UVM).
5. "You Make Me Wanna…" (Remix version instrumentale).

## les Charts

### Positions dans les Charts
| Liste des Charts (en 1997-98)                                            | Positions |
| ------------------------------------------------------------------------ | --------- |
| Australie (ARIA)                                                         | N° 6      |
| Belgique (UltraTop 50 Flandres)                                          | N° 42     |
| Belgique (UltraTop 40 Wallonie)                                          | N° 30     |
| Canada (Canadian Singles Chart)                                          | N° 6      |
| France (Syndicat national de l'édition phonographique : SNEP)            | N° 20     |
| Allemagne (Media Control Chart)                                          | N° 18     |
| Pays-Bas (Dutch Top 40)                                                  | N° 7      |
| Nouvelle-Zélande (Recording Industry Association of New Zealand : RIANZ) | N° 15     |
| Norvège (VG-lista)                                                       | N° 12     |
| Suède (Sverigetopplistan)                                                | N° 24     |
| Suisse (Media Control Charts)                                            | N° 12     |
| Royaume-Uni (UK Singles Chart)                                           | N° 1      |
| États-Unis (Billboard Hot 100)                                           | N° 2      |
| États-Unis (Hot R&B/Hip-Hop SongsBillboard)                              | N° 1      |
| États-Unis (Hot Dance Music/Maxi-Singles Sales)                          | N° 1      |
| États-Unis (Pop Songs sur le Billboard)                                  | N° 7      |
| États-Unis (Rhythmic Top 40)                                             | N° 1      |

### Position: Fin de l'année (1997)
| Liste des Charts la à fin de l'année (1997) | Positions |
| ------------------------------------------- | --------- |
| US Billboard Hot 100                        | N° 14     |
| US Hot R&B Singles                          | N° 5      |

### Position: Fin de l'année (1998)
| Liste des Charts à la fin de l'année (1998) | Position |
| ------------------------------------------- | -------- |
| US Billboard Hot 100                        | N° 15    |
| US Hot R&B Singles                          | N° 15    |

### Position: Fin de la décennie (1990-99)
| Liste des Charts à la fin de la décennie (1990-99) | Position |
| -------------------------------------------------- | -------- |
| US Billboard Hot 100                               | N° 45    |

### Certifications
| Pays          | Certifications |
| ------------- | -------------- |
| Australie     | Or             |
| Royaume-Uni   | Argent         |
| United States | Platine        |